# 배나연
배나연(1997년 8월 18일 ~ )은 대한민국의 배우이다.

## 연기 활동

### 드라마
- 2004년 SBS 광복60주년 대하드라마 《토지》 ... 어린 최서희 역(신세경, 김현주 아역)
- 2006년 SBS 대하사극 《연개소문》 ... 김문희(문명왕후) 역(이매리 아역)
- 2006년 SBS 주말 특별기획 《사랑과 야망》 ... 10대 초반 장미나 역

## 방송
- 2003년 EBS 《딩동댕 유치원》

## 수상
- 2004년 SBS 연기대상 아역상 《토지》